# Carl Christiansson (konstnär)
Carl Johan Christiansson, född 1906 i Göteborg, död okänt år, var en svensk konstnär, konstpedagog och teaterdekoratör.
Christiansson studerade vid Slöjdföreningens skola i Göteborg och under studieresor till Norge och Danmark. Hans konst består av kustbilder med fiskelägen i Bohuslän samt teaterdekorationer. Han var anställd som lärare vid Slöjdföreningens skola i Göteborg.